# Сельское поселение Цингалы
Се́льское поселе́ние Цингалы — муниципальное образование в Ханты-Мансийском районе Ханты-Мансийского автономного округа Российской Федерации.
Административный центр — село Цингалы.

## История
Статус и границы сельского поселения установлены Законом Ханты-Мансийского автономного округа - Югры от 25 ноября 2004 года № 63-оз «О статусе и границах муниципальных образований Ханты-Мансийского автономного округа - Югры»

## Население
| 2010 | 2012 | 2013 | 2014  | 2015 | 2016 | 2017 |
| ---- | ---- | ---- | ----- | ---- | ---- | ---- |
| 776  | ↘761 | ↘747 | ↗763  | ↘759 | ↘736 | ↗750 |
| 2018 | 2019 | 2020 | 2021  |      |      |      |
| ↗780 | ↘756 | ↗767 | ↗1434 |      |      |      |

## Состав сельского поселения
| № | Населённый пункт | Тип населённого пункта       | Население |
| - | ---------------- | ---------------------------- | --------- |
| 1 | Цингалы          | село, административный центр | 724       |
| 2 | Чембакчина       | деревня                      | 51        |

### Упразднённые населённые пункты
Законом Ханты-Мансийского автономного округа — Югры от 9 декабря 2015 года № 129-оз «Об изменениях административно-территориального устройства Ханты-Мансийского автономного округа — Югры и о внесении изменений в отдельные законы Ханты-Мансийского автономного округа — Югры» упразднена деревня Семейка в связи с отсутствием в них постоянно проживающего населения.